# گسترش اتحادیه اروپا

قلمروهای کشورهای عضو اتحادیه اروپا (جامعه اروپا پیش از ۱۹۹۳)، متحرک به ترتیب پیوست. مناطق خارج از اروپا و اطراف آن نشان داده نشده‌است.

اتحادیه اروپا (EU) چندین بار در طول تاریخ خود از طریق پیوستن کشورهای عضو جدید به اتحادیه گسترش یافته‌است. یک کشور برای پیوستن به اتحادیه اروپا باید شرایط اقتصادی و سیاسی به نام معیارهای کپنهاگ (پس از اجلاس کپنهاگ در ژوئن ۱۹۹۳) را برآورده کند، که نیازمند یک دولت دموکراتیک با ثبات است که به حاکمیت قانون، آزادی‌ها و نهادهای مربوط به آن احترام بگذارد. بر اساس پیمان ماستریخت، هر کشور عضو فعلی و پارلمان اروپا باید با هر گونه توسعه موافقت کنند. گاهی از روند گسترش به عنوان ادغام اروپا یاد می‌شود. این اصطلاح همچنین برای اشاره به تشدید همکاری میان کشورهای عضو اتحادیه اروپا استفاده می‌شود، زیرا دولت‌های ملی اجازه هماهنگی تدریجی قوانین ملی را می‌دهند.
نیای اتحادیه اروپا، جامعه اقتصادی اروپا، با شش کشور عضو داخلی در سال ۱۹۵۸، زمانی که توافقنامه رم لازم‌الاجرا شد، بنیانگذاری شد. از آن زمان، اعضای اتحادیه اروپا به بیست و هفت کشور افزایش یافته‌است که آخرین کشور عضو آن کرواسی است که در ژوئیه ۲۰۱۳ به آن پیوست. جدیدترین گسترش ارضی اتحادیه اروپا، الحاق مایوت در سال ۲۰۱۴ بود. بارزترین کاهش ارضی اتحادیه اروپا و نیاکان آن، خروج الجزایر پس از استقلال در سال ۱۹۶۲، خروج گرینلند در سال ۱۹۸۵ و خروج بریتانیا در سال ۲۰۲۰ بوده‌است.
تا به امروز مذاکرات الحاق آلبانی (از ۲۰۲۰)، مونته‌نگرو (از ۲۰۱۲)، مقدونیه شمالی (از ۲۰۲۰)، صربستان (از ۲۰۱۴) و ترکیه (از ۲۰۰۵) در حال انجام است. صربستان و مونته‌نگرو توسط ژان-کلود یونکر رئیس پیشین کمیسیون اروپا کمیسیونر گسترش یوهانس هان به عنوان نامزدهای پیشتاز توصیف شده‌اند و با پیش‌بینی آن‌ها تا سال ۲۰۲۵ در دوره بعدی کمیسیون اروپا به آن می‌پیوندند. مذاکرات با ترکیه کماکان ادامه دارد، اما به دلیل مخالفت‌های اتحادیه اروپا با پاسخ دولت ترکیه به کودتای نافرجام ۲۰۱۶ و عقب‌نشینی دموکراتیک عملاً متوقف شده‌است.
بوسنی و هرزگوین درخواست عضویت در سال ۲۰۱۶ را نیز ارسال کرده‌است. اوکراین، گرجستان و مولداوی نیز در چند هفته اول حمله روسیه به اوکراین در سال ۲۰۲۲ این کار را کردند. اوکراین و مولداوی متعاقباً به عنوان نامزدهای رسمی شناخته شدند در حالی که بوسنی و هرزگوین و گرجستان به عنوان کاندیداهای بالقوه شناخته شده‌اند و پیش از تبدیل شدن به کاندیداهای رسمی برای عضویت از آن‌ها خواسته شده تا اصلاحات بیشتری را انجام دهند.